# Walter Kappacher
Walter Kappacher (24. října 1938 Salcburk – 24. května 2024 tamtéž) byl rakouský spisovatel. V roce 2009 obdržel za svoje celoživotní dílo Cenu Georga Büchnera.

## Biografie
Vyučil se mechanikem motocyklů. Poté, co absolvoval v letech 1957 základní vojenskou službu, pracoval několik měsíců jako mlékař. Posléze směroval jeho zájem k divadlu. Od roku 1978 byl spisovatelem na volné noze. V roce 2008 obdržel čestný doktorát na univerzitě v Salcburku.

### Přehled děl v originále (výběr)
- Die Werkstatt: Roman. 2. vyd. Deuticke Verlag, 2014. 144 S.
- Trakls letzte Tage & Mahlers Heimkehr.[11] 1. vyd. Muery Salzmann, 2014. 96 S.
- Die Amseln von Parsch: und andere Prosa. 1. vyd. Muery Salzmann, 2013. 216 S.

- Rosina: Erzählung. Deutscher Taschenbuch Verlag, 2013. 128 S.

- Land der roten Steine: Roman. 3. vyd. Carl Hanser Verlag GmbH & Co. KG, 2012. 160 S.
- Ein Amateur: Roman. Deutscher Taschenbuch Verlag, 2011. 272 S.
- Wer zuerst lacht: Erzählungen. Deutscher Taschenbuch Verlag, 2011. 256 S.

- Der Fliegenpalast. Residenz-Verlag, 2009. 176 S. (Román pojednává o životě rakouského dramatika Huga von Hofmannsthala)[12][13]
- Morgen: Roman. Deutscher Taschenbuch Verlag, 2009, 160 S.
- Selina oder Das andere Leben: Roman. dtv, 2009. 256 S.
- Silberpfeile: Roman. Deutscher Taschenbuch Verlag, 2009. 224 S.